# Crassula dejecta
Crassula dejecta är en fetbladsväxtart som beskrevs av Nikolaus Joseph von Jacquin. Crassula dejecta ingår i släktet krassulor, och familjen fetbladsväxter. Inga underarter finns listade i Catalogue of Life.

## Bildgalleri

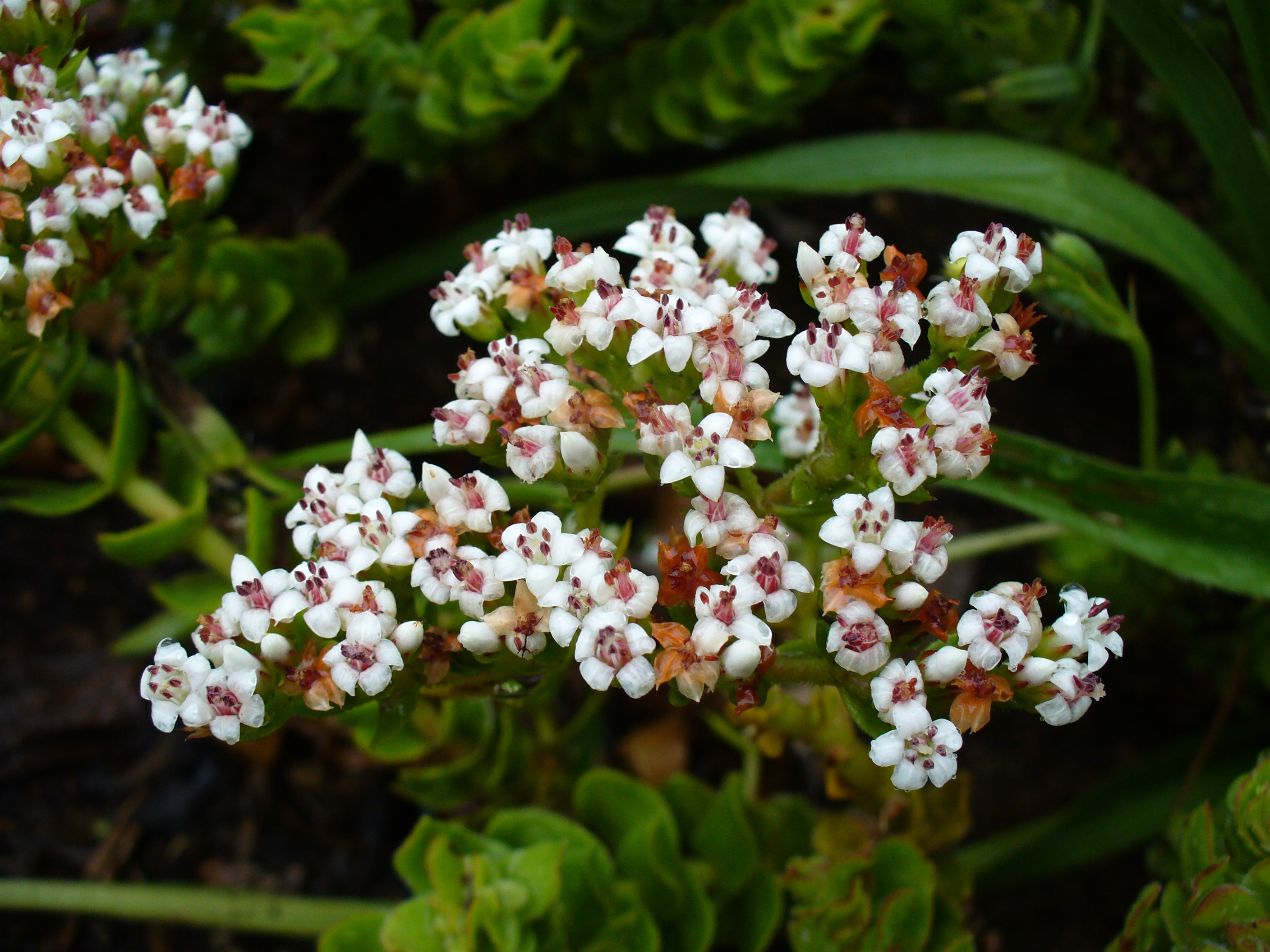